# رافعة المريض
مصعد المريض أو رافعة المريض أو رافعة جاك أو مصعد هوير هو جهاز مساعد يسمح للمرضى في المستشفيات ودور التمريض والأشخاص الذين يتلقون الرعاية الصحية المنزلية بالانتقال بين السرير والكرسي أو أماكن الراحة المماثلة الأخرى باستخدام الطاقة الكهربائية أو الهيدروليكية. تستخدم رافعات الحبال للمرضى الذين تكون حركتهم محدودة. ورافعات الحبال هي رافعات متحركة (أو أرضية) أو رافعات علوية (مثبتة في السقف أو الحائط أو تستخدم مسارات علوية).
يتمتع مصعد الحبال بالعديد من المزايا. وهو يسمح بنقل المرضى ذوي الوزن الثقيل مع تقليل الضغط على مقدمي الرعاية كما يقلل أيضاً من عدد موظفي التمريض المطلوبين لنقل المرضى. كما أنه يقلل من فرصة الإصابة العظمية نتيجة رفع المرضى.
يمكن تركيب نوع آخر من المصاعد الرافعة والذي يسمى مصعد السقف بصفة دائمة على سقف الغرفة من أجل توفير المساحة.
قد تؤدي الأخطاء في استخدام رافعات المرضى إلى إصابات خطيرة كما أدت بعض الإصابات الناجمة عن الاستخدام غير السليم أو سوء عطل رافعات الحبال إلى دعاوى مدنية.

## معرض الصور

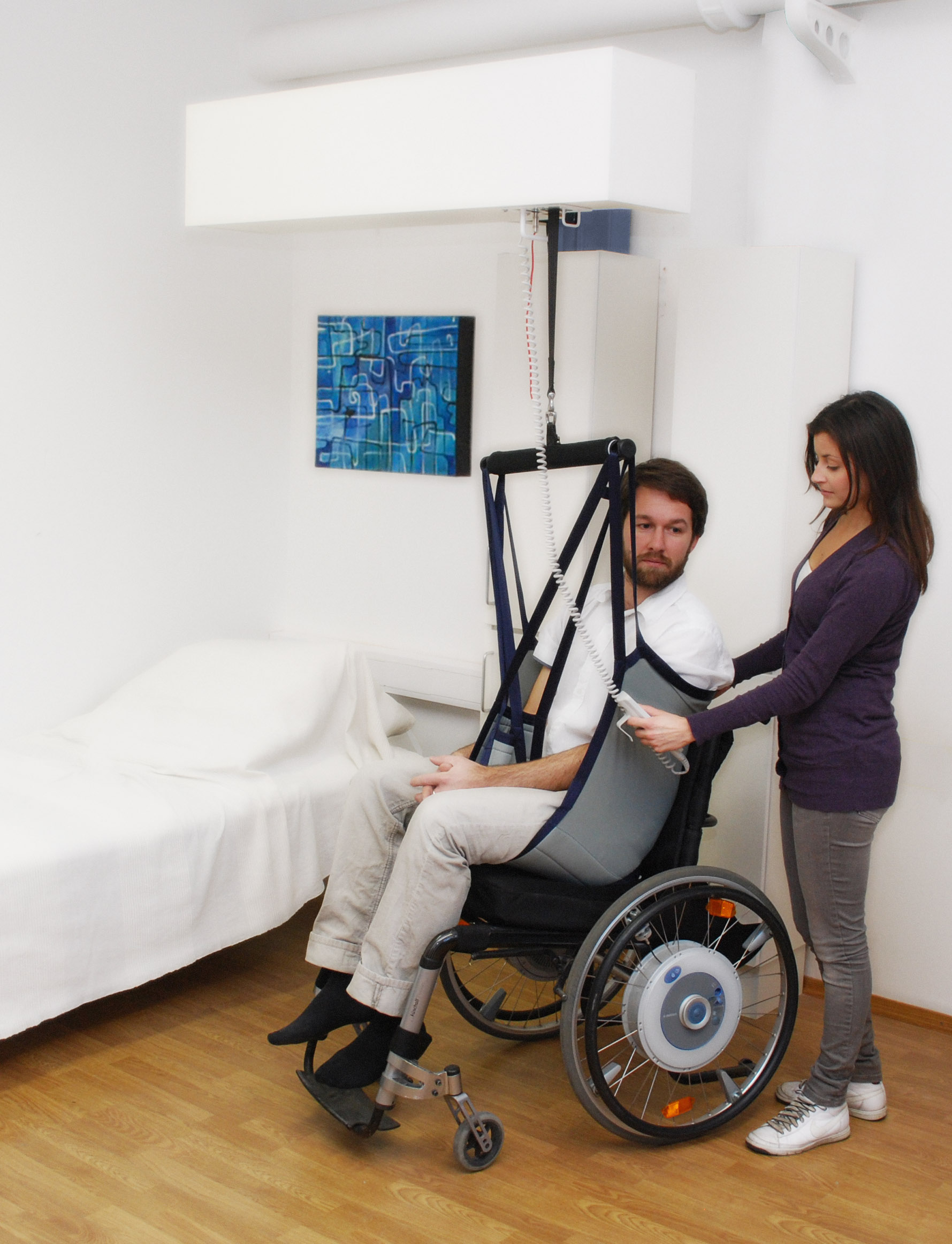
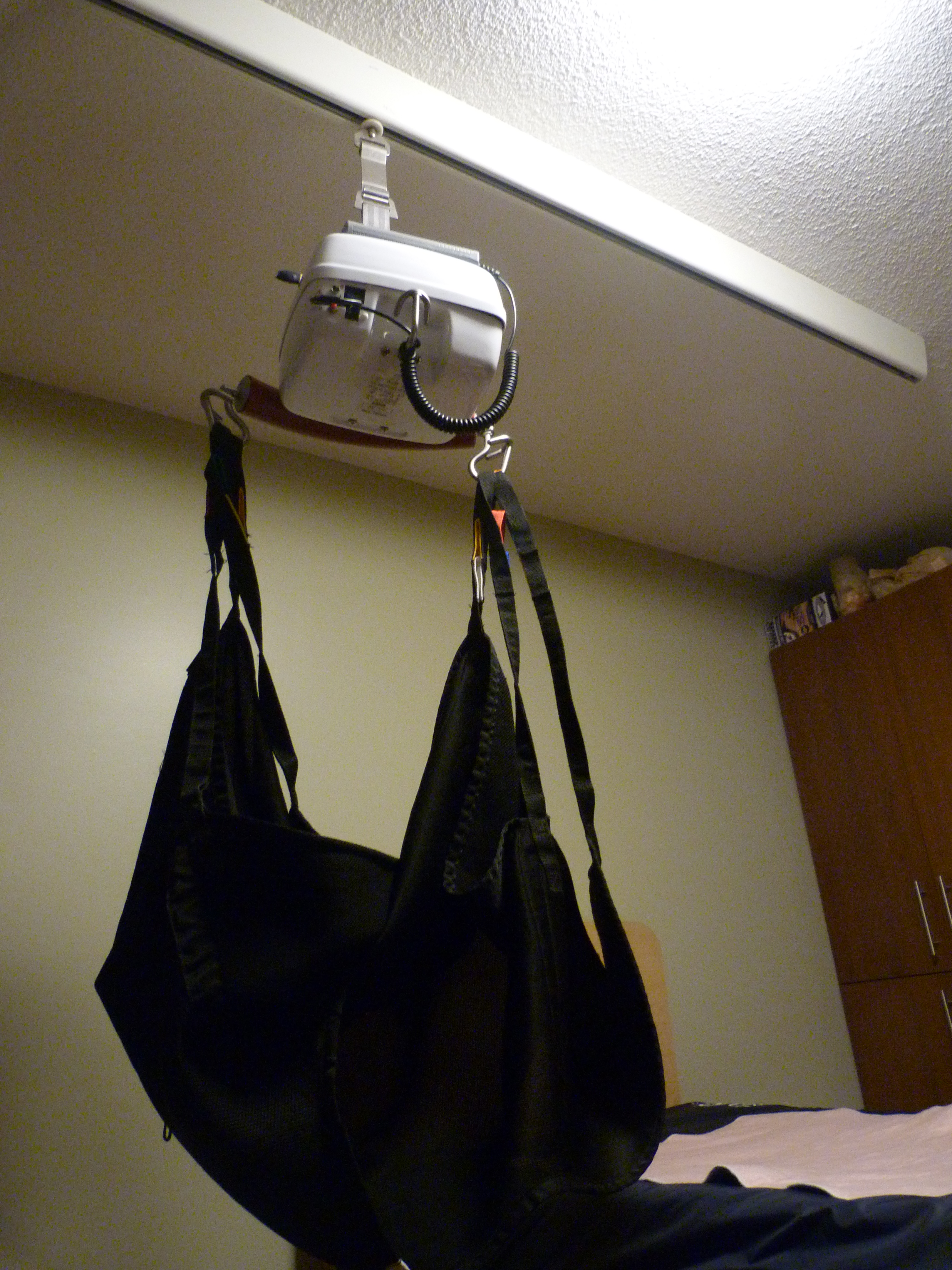